# Peio Irujo
Pello Irujo Elizalde (Bidarte, 8 de septiembre de 1939 - Pamplona, 7 de septiembre de 2008) fue un político nacionalista vasco, miembro del Partido Nacionalista Vasco y posteriormente de Eusko Alkartasuna. Fue sobrino del histórico político estellés Manuel Irujo y de Andres y Pello Irujo Ollo.

## Exilio
Nació en 1940 en un hospital que mantenía el Gobierno Vasco en Bidarte donde sus padres permanecían exiliados de la dictadura franquista, posteriormente su familia se trasladó, como otros dirigentes del PNV a Venezuela, donde coincidió, entre otros, con Iñaki Anasagasti. Allí contrajo matrimonio en 1965 con Arantzazu Amezaga Iribarren.
Desempeño desde el exterior su labor contra la dictadura colaborando en la emisora de radio "Txalupa" (Radio Euskadi) y otros medios de comunicación. Afiliado al PNV presidió su organización extraterritorial desde el exilio.

## La transición
Regresó a Navarra a finales de los años sesenta y desempeñó cargos de responsabilidad en el Partido Nacionalista Vasco como presidente del Napar Buru Batzar (NBB) y miembro del Euskadi Buru Batzar (EBB), siendo detenido en una de sus primeras manifestaciones públicas en el Aberri Eguna celebrado en la capital navarra en 1967.
Tras la escisión del PNV en 1986 de la que surgiría Eusko Alkartasuna fue miembro de ese partido, siendo su última responsabilidad participar en su ejecutiva nacional entre 2003 y 2007.
Falleció en Pamplona a los 68 años de edad tras una larga enfermedad, siendo enterrado en Estella junto a una ikurriña y una bandera de Venezuela. Tuvo cuatro hijos, Xabier, Pello, Mikel y Enekoitz. Mikel Irujo fue europarlamentario entre 2007 y 2009 de Eusko Alkartasuna.